# Carlia tutela
Espèce
Carlia tutela est une espèce de sauriens de la famille des Scincidae.

## Répartition
Cette espèce est endémique des Moluques en Indonésie. Elle se rencontre dans les îles de Morotai, de Ternate et d'Halmahera.

## Étymologie
Le nom spécifique tutela vient du latin tutela, surveillance, protection, en référence à ceux qui ont défendu la Nouvelle-Guinée et les Moluques durant la Seconde Guerre mondiale.

## Publication originale
- Zug, 2004 : Systematics of the Carlia “fusca” lizards (Squamata: Scincidae) of New Guinea and Nearby Islands. Bishop Museum Bulletin of Zoology, vol. 5, p. 1-83 (texte intégral).